# Звонкая альвеоло-палатальная аффриката
Зво́нкая альвео́ло-палата́льная аффрика́та — согласный звук, существующий в некоторых языках. В Международном фонетическом алфавите представляют этот звук следующими символами: ⟨d͡ʑ⟩, ⟨d͜ʑ⟩, ⟨ɟ͡ʑ⟩ и ⟨ɟ͜ʑ⟩, а эквивалентные символы X-SAMPA — d_z \ и J \ _z \.

## Свойства
Свойства звонкой альвеоло-палатальной аффрикаты:
- Артикуляция — сибилянтная аффрикатная, то есть сначала воздушный поток полностью перекрывается, а затем направляется на спинке языка по месту артикуляции на резцы, и вызывает высокочастотное завихрение.
- Артикуляция — альвео-палатальная, то есть звук создаётся контактом с нёбом в зоне за альвеоляным бугром (линия десён).
- Он сильно палатализован, что означает, что середина языка склоняется и поднимается к жёсткому небу.
- Его звонкость означает, что во время артикуляции присутствуют вибрационные колебания.
- Это ротовой согласный, то есть воздух выходит через рот.
- Это центральный согласный, то есть воздух проходит над центральной частью языка, а не по бокам.
- Механизм передачи воздуха — пульмонический, то есть во время артикуляции воздух выталкивается исключительно через лёгкие и диафрагму, а не из гортани, или изо рта.

## Примеры использования звука в языках
| Язык                 | Язык              | Слово            | МФА                   | Значение              | Примечания |
| -------------------- | ----------------- | ---------------- | --------------------- | --------------------- | --- |
| Бенгальский          | Бенгальский       | যখন              | [d͡ʑɔkʰon]             | 'когда'               | Смотри бенгальскую фонологию.                                                                                   |
| Каталанский          | Все диалекты      | metge            | [ˈmedd͡ʑə]             | 'доктор'              | Смотри каталанскую фонологию.                                                                                   |
| Каталанский          | Валенсийский      | joc              | [ˈd͡ʑɔk]               | 'игра'                | Смотри каталанскую фонологию.                                                                                   |
| Китайский            | Тайваньский       | 日/ji̍t           | [d͡ʑit̚˧ʔ]              | 'солнце'              | |
| Китайский            | У                 | 渠               | [d͡ʑy]                 | 'он/она/оно'          | |
| Японский             | Японский          | 知人/тидзин      | [t͡ɕid͡ʑĩɴ]             | 'знакомый'            | Смотри японскую фонологию.                                                                                      |
| Корейский            | Корейский         | 감자/gamja       | [kɐmd͡ʑɐ]              | 'картошка'            | Смотри корейскую фонологию.                                                                                     |
| Польский             | Польский          | dźwięk           | МФА: [d͡ʑvjɛŋk]о файле | 'звук'                | Смотри польскую фонологию.                                                                                      |
| Румынский            | Банатский диалект | des              | [d͡ʑes]                | 'обычный'             | Соответствует d̪, d в стандартном румынском. Смотрирумынскую фонологию.                                          |
| Русский              | Русский           | дочь бы          | [ˈd̪o̞d͡ʑ bɨ]            | 'дочь бы'             | Аллофон /t͡ɕ/ перед звонкими согласными. Смотри русскую фонологию.                                               |
| Суми                 | Суми              | aji              | [à̠d͡ʑì]                | 'кровь'               | Возможный аллофон /ʒ/ перед /i, e/; может быть реализован как /ʑ/ ~ /ʒ/ ~ /d͡ʒ/ вместо этого.                    |
| Сербохорватский      | Сербохорватский   | ђаво / đavo      | [d͡ʑâ̠ʋo̞ː]              | 'Дьявол'              | Объединяется с /d͡ʒ/ в большинстве хорватских и некоторых боснийских акцентах. Смотри сербохорватскую фонологию. |
| Узбекский            | Узбекский         | требуется пример |                       |                       | |
| Чувашский            | Чувашский         | ача              | [a'd͡ʑa]               | 'ребёнок'             | |
| Ксуми/Шиксинг (язык) | Нижнексумский     | [Hd͡ʑɐʔ]          | [Hd͡ʑɐʔ]               | 'вода'                | |
| Ксуми/Шиксинг (язык) | Верхнексумский    | [Hd͡ʑɜ]           | [Hd͡ʑɜ]                | 'вода'                | |
| Носу / И             | Носу / И          | ꐚ / jji         | [d͡ʑi˧]                | 'пчела'               | |
| Коми                 | Коми              | дзиб             | [d͡ʑib]                | 'холм, возвышенность' | |